# The Sword of Aldones
The Sword of Aldones est un roman non traduit du Cycle de Ténébreuse, écrit par Marion Zimmer Bradley, publié en 1962.
L'auteure l'a remanié et réécrit pour le publier sous le titre L'Exil de Sharra en 1981.